# Žádosti slovenského národa

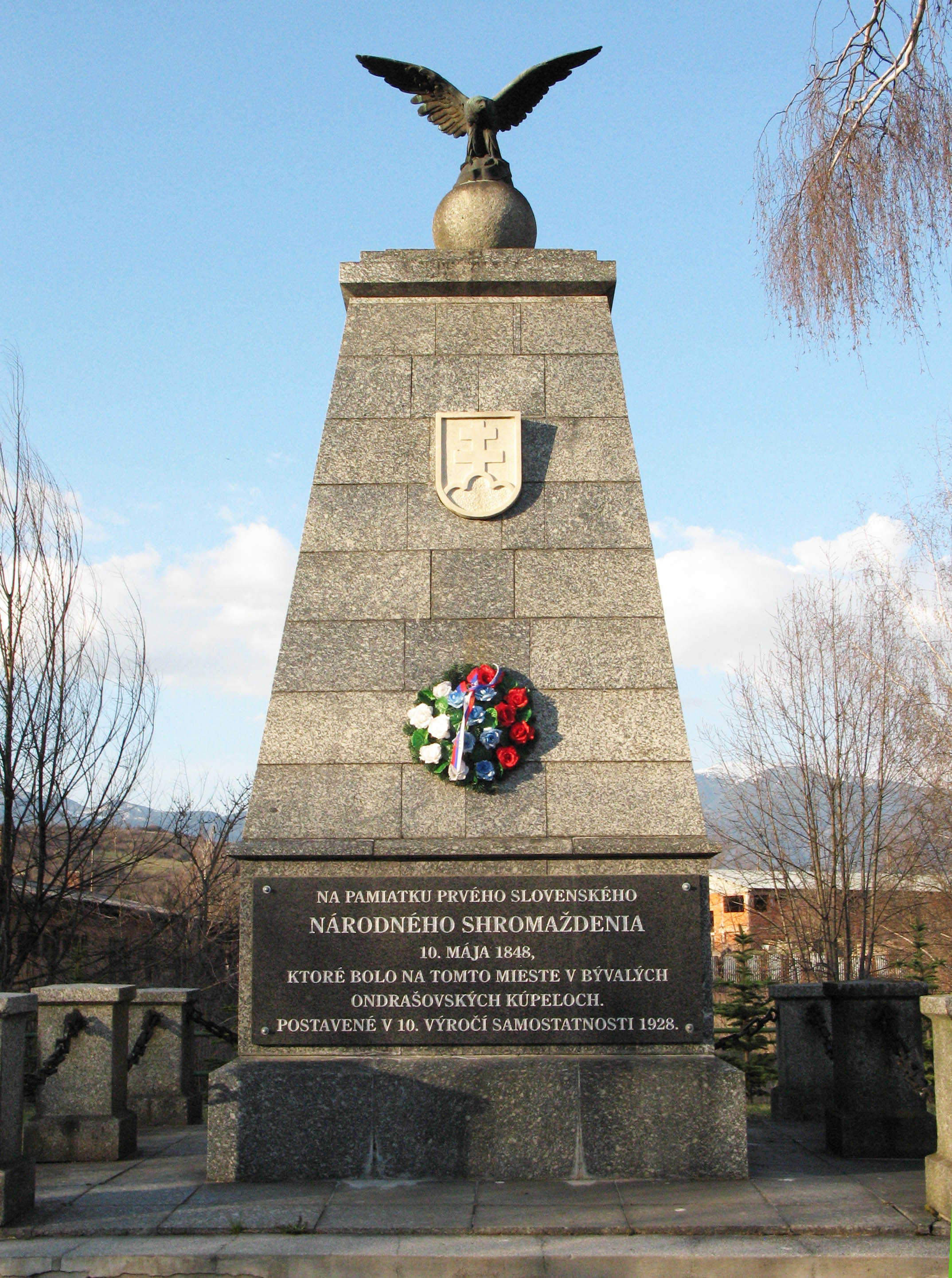
Pomník na místě vyhlášení Žádostí v Liptovské Ondrašové

Žádosti slovenského národa nebo Mikulášské žádosti (slovensky Žiadosti slovenského národa nebo Mikulášske žiadosti) byl nejucelenejší slovenský politický program  v letech 1848–1849. Žádosti byly přijaty 10. května 1848 v Liptovském Mikuláši na setkání asi třiceti štúrovců a následujícího dne vyhlášeny v Liptovské Ondrašové.
Podnět k přijetí vyšel od Jána Francisciho a Štefana Marka Daxnera. Obsah dokumentu ovlivnily předchozí Liptovské (březen) a Nitranské žádosti (duben 1848). Cílem bylo prohloubit březnové zákony, tedy omezit působení šlechty a vytvořit demokratický režim v Uhersku. Žádosti byly adresovány uherské vládě (předseda Lajos Batthyány), palatinovi a králi a ve 14 bodech shrnovaly „slovenský národněpolitický, kulturní a sociální program“.

## Obsah Žádostí
Dle Encyklopédie Slovenska:
- 1.–4. bod: demokratické řešení národnostní otázky v Uhersku, zamítnutí nadřazenosti jednoho národa nad jinými, zabezpečení rovnoprávnosti všech národů Uherska, vlastní sněmy pro každý národ a společný celouherský sněm
- 5. bod: zrušení zákonů o výlučném postavení maďarštiny, zákonem zavést používání slovenštiny ve slovenských stolicích, městech a obcích
- 6.–8. bod: vznik slovenských obecných, středních a odborných škol, univerzity a polytechniky[5], uznání červenobílé zástavy za národní zástavu Slováků
- 9.–10. bod: rozšíření politických práv pro všechny občany (pasivní volební právo od 21, aktivní od 24 let), uzákonění úplné svobody tisku, projevu a shromažďování
- 11. bod: zrušení poddanství, přenesení menších regálních práv (právo výčepu, mlýnské právo, právo rybolovu, lovecké právo[5]) z panství na obce
- 12.–13. bod: propuštění Janka Kráľa a Jána Rotarida z vězení, výzva k panovníkovi, aby zabezpečil práva Poláků v Haliči
- 14. bod: naděje, že požadavky budou splněny, protože jejich nesplnění by znamenalo pro Slováky návrat k feudálním poměrům[5]

## Odmítnutí a represe ze strany vlády
Uherská vláda i maďarské veřejné mínění zaujaly k Žádostem striktně zamítavé stanovisko (i když nijak neohrožovaly celistvost Uherska). Podobně odmítavě se postavily k srbským a rusínským požadavkům. Na Slovensku vláda vyhlásila stanné právo a vydala zatykač na Ľudovíta Štúra (12. května 1848), Michala Miloslava Hodžu (22. května 1848) a Jozefa Miloslava Hurbana (1. června 1848). Všichni tři museli opustit Uhersko. Dohoda s uherskou vládou začínala být v nedohlednu. Slovenské hnutí přešlo do ilegality, část představitelů pokračovala v činnosti na slovanském sjezdu v Praze.
Vláda následně podpořila vznik a vydávání vícerých propagandistických periodik jako protiváhu Slovenských národních novin. Šlo o týdeník Prjateľ ludu (redaktor Lukáš Máčaj), dvojdeník Slovácke noviny (vydavatel Andrej Kostolný; měl „paralyzovat ‚pobuřování štúrismu a sloužit zájmům ministerstva a národa‘“) a týdeník Wudce z Trnawi (redaktor Ferdinad Pelikán).

## Význam
Žádosti slovenského národa národněpoliticky „zrcadlí završení procesu formování slovenské národní ideologie jako ideologie svébytného národa a nastolují požadavek ústavního zabezpečení jeho rovnoprávnosti v rámci federalizovaného Uherska“ a sociálně „představují vyvrcholení celého národně osvobozeneckého hnutí 19. století.“ Byly „hluboce progresivním dokumentem ve sféře sociálních požadavků i v oblasti rozšíření občanských svobod a vzájemného rovnoprávneho spolužití národů v rámci federalizovaného Uherska.“